# كريم شباز
كريم شباز (بالإنجليزية: Karim Shabazz)‏ مواليد 2 نوفمبر 1978 في كوينز، هو لاعب كرة سلة أمريكي سابق. بدأ مسيرته الاحترافية في سنة 2001. يبلغ طوله 7 قدم 2 بوصة (2.2 م). اعتزل اللعب في 2011. لعب مع بالاكانسترو فاريزي وأورلاندينا باسكيت.

## روابط خارجية
- كريم شباز على موقع كرة السلة الأوروبية.كوم (الإنجليزية)
- كريم شباز على موقع كلية كرة السلة في سبورتس رفرنس.كوم (الإنجليزية)
- كريم شباز على موقع ريلجم (الإنجليزية)
- كريم شباز على موقع بروبوليرز (الإنجليزية)
- كريم شباز على موقع سبورتس رفرنس (الإنجليزية)
- كريم شباز على موقع سبورتس رفرنس (الإنجليزية)